# Cry for a Shadow
A Cry for a Shadow egy instrumentális rockdarab, amelyet a The Beatles vett fel 1961. június 22-én. A dalt a Friedrich-Ebert-Halle gimnáziumban vették fel a nyugat-németországi Hamburgban, miközben Tony Sheridan előzenekaraként léptek fel néhány szám erejéig The Beat Brothers becenév alatt. A dalt George Harrison írta John Lennon-nal közösen, a The Shadows stílusának utánzataként (a Cliff Richardot is támogató The Shadows az akkori idők legnagyobb brit instrumentális rock & roll együttes volt). Ez az egyetlen Beatles-szám, amelyen csak Lennon és Harrison van megjelölve szerzőnek.
A Cry for a Shadow eredeti címe Beatle Bop volt. Egy másik Sheridan-el közösen készült dallal, a Why B-oldalaként tervezték kiadni, de a Polydor lemezcég úgy döntött, hogy helyette egy másik dallal párosítják. Ez az instrumentális zene a Beatles első felvétele egy eredeti dalukról, amelyet kereskedelmi forgalomba hoztak, amikor 1962 januárjában felkerült Tony Sheridan Mister Twist című francia középlemezére. 1963 közepén, amikor a Beatles egyre népszerűbb volt, a Polydor úgy döntött, hogy újra kiadja ezt a lemezt Németországban Tony Sheridan With The Beatles címmel, majd 1964 elején a Cry for a Shadow kislemezként megjelent Nagy-Britanniában, Németországban és Ausztráliában (ahol a 32. helyet érte el kislemezként) a Why B-oldalaként, míg Észak-Amerikában Sheridan dalát az A-oldalra jelölték.
Ez a dal egyike annak a két hivatalosan kiadott Beatles kislemeznek, amelyeken még Pete Best dobolt. A másik az Ain't She Sweet volt.
Továbbá a The Beatles' First nagylemezen és az 1995-ben megjelent Anthology 1 válogatásalbumon is szerepel a dal.

## Közreműködött
Ian MacDonald szerint:
- George Harrison – szólógitár
- John Lennon – ritmusgitár
- Paul McCartney – basszusgitár, üvöltés
- Pete Best – dob

## Fordítás
Ez a szócikk részben vagy egészben  a   Cry for a Shadow című angol Wikipédia-szócikk fordításán alapul.  Az eredeti cikk szerkesztőit annak laptörténete sorolja fel. Ez a jelzés csupán a megfogalmazás eredetét és a szerzői jogokat jelzi, nem szolgál a cikkben szereplő információk forrásmegjelöléseként.